# La Corruption
Pour plus de détails, voir Fiche technique et Distribution.
La Corruption (titre original : La corruzione) est un film franco-italien réalisé par Mauro Bolognini, sorti en 1963.

## Synopsis
Après des études dans un pensionnat suisse, Stefano Mattioli, adolescent timide et sensible, se destine à la prêtrise. Mais alors qu'il est sur le point de l'annoncer à son père, Leonardo, grand éditeur milanais, ce dernier lui fait part de son souhait de voir son fils lui succéder à la tête de l'entreprise. Lorsque Stefano assiste à une entrevue difficile entre son père et un jeune magasinier accusé d'un vol qu'il n'a pas commis, il découvre le vrai visage de son père. C'est alors que le jeune homme fait la connaissance du professeur Morandi, grande figure de la résistance italienne. Morandi a beau être un proche ami de Leonardo, il n'en défend pas moins des valeurs radicalement différentes.

## Fiche technique
- Titre original : La corruzione
- Réalisation : Mauro Bolognini, assisté de Jacques Baratier
- Scénario : Fulvio Gicca Palli, Ugo Liberatore
- Assistant : Jacques Baratier
- Production : Alfredo Bini
- Directeur de la photographie : Leonida Barboni
- Montage : Nino Baragli
- Musique : Giovanni Fusco
- Genre : 80 minutes
- Pays de production :  France,  Italie
- Affiche : Jean Mascii (France)

## Distribution
- Jacques Perrin : Stefano
- Alain Cuny : Leonardo
- Rosanna Schiaffino : Adriana
- Isa Miranda : La femme de Leonardo
- Filippo Scelzo : Morandi
- Ennio Balbo
- Anna Glori
- Wando Tres
- Marcella Valeri
- Bruno Cattaneo
- Marcello Simoni
- Renato Montalbano